# Chigubo
Chigubo es una villa y también uno de los doce distritos que forman la provincia de Gaza en la zona meridional de Mozambique, región fronteriza con las provincias de Manica, de Inhambane y de Maputo. Región ribereña del Océano Índico y fronteriza con Zimbabue (Provincia de Masvingo) y Sudáfrica (Provincia de Limpopo) que geográficamente pertenece a la ecorregión de salobral del Zambeze en la cuenca del río Limpopo.

## Características
Limita al norte con el distrito de Massangena, al oriente con Mabote Funhalouro y Panda de la provincia de Inhambane, al sur con Chibuto y Guijá, y al occidente con Mabalane y Chicualacuala.
Tiene una superficie de 13.952 km² y según el censo de 2007 una población de 20.685, lo cual arroja como densidad apenas 1,5 habitantes/km². Se ha presentado un aumento de 54,3% con respecto a los 13.405 registrados en 1997. 

## División administrativa
Este distrito, formado por cuatro localidades, se divide en dos puestos administrativos (posto administrativo), con la siguiente población censada en 2005:
- Chigubo, sede, 8 718 (Zinhane y Machaíla).
- Ndindiza, 7 979 (Nhanale).

## Historia
La comarca de Chigubo hasta 1986 era un puesto administrativo perteneciente al distrito de Chicualacuala.